# بانی سامرویل
بانی سامرویل (به انگلیسی: Bonnie Somerville) بازیگر آمریکایی زاده ۲۴ فوریه ۱۹۷۴ در نیویورک است.
او در فیلم‌هایی مثل حقیقت زشت، آتش در ازاء آتش، سایه‌های ری، هفت زیرین، شاهزاده و سریال دوستان بازی کرده‌است.